# Memo Corse
Memo Corse (por motivos publicitarios, Fadel Memo Corse) es un equipo argentino de automovilismo. Inicialmente fundado como una estructura cliente, fue creado por los hermanos Marcelo y Alejandro Occhionero (este último, ex piloto de Turismo Carretera) y debutó en 2020, compitiendo en Turismo Carretera.
En la actualidad, es un equipo con base y estructura propia, continuando con la dirección general de Marcelo Occhionero y sumando la dirección técnica de Mariano Werner, a su vez, su principal piloto.
A lo largo de su participación en el Turismo Carretera, el equipo supo conquistar los campeonatos de 2020 y 2023, de la mano de Mariano Werner,  mientras que tras haberse constituido como escudería independiente, consolidó su presencia en categorías inferiores de ACTC.

## Historia
El Memo Corse fue fundado en el año 2020, como consecuencia de una alianza deportiva entre el piloto de Turismo Carretera Mariano Werner y el empresario argentino radicado en Estados Unidos, Marcelo Occhionero. La unión de ambos se vio facilitada por la intervención del ex piloto de TC Alejandro Occhionero (hermano de Marcelo), quien sirvió de nexo entre el piloto y el empresario. Sin embargo, el equipo se presentó con un formato diferente a lo ya conocido, empleando un esquema de trabajo por el cual se contrataba los servicios directos de otros equipos, en forma totalmente tercerizada. De esta manera, si bien los pilotos se nucleaban bajo el paraguas de Memo Corse, la atención de su coches corría por cuenta de estructuras diferentes. De esta manera, a la incorporación de Werner, el equipo sumó en sus filas al mendocino Julián Santero, sin embargo los coches de ambos pilotos recibían la atención en pista de diferentes equipos, corriendo la atención del coche de Werner por manos del equipo DTA Racing, mientas que Santero recibía la atención del Alifraco Sport.
Con este esquema de trabajo, el equipo se presentó a competir en el campeonato 2020 de Turismo Carretera. Ya en sus primeras presentaciones, el equipo mostró visa de candidato al título, accediendo Santero y Werner al podio en la primera y segunda fecha del campeonato. Sin embargo, la declaración de pandemia por Covid-19 y la consecuente suspensión de actividades sociales al aire libre, provocó que el calendario termine siendo muy acotado y en varias oportunidades, repitiendo escenarios para asegurar el desarrollo de un torneo con 11 competencias. Esta alternativa terminó jugando a favor de Mariano Werner, ya que algunos de esos circuitos resultaron ser escenarios en los cuales el equipo lograría una puesta a punto del coche ideal para esa plaza, logrando resultados inapelables y la consecuente obtención del título de la categoría, siendo el primero del palmarés personal de Werner y el primero para el Memo Corse.
Pese a ello, desde el lado de Mariano Werner, el equipo comenzó a sufrir diferentes reformas en pleno desarrollo del torneo, rompiéndose el vínculo que lo unía al equipo DTA y recurriendo al equipo Azul Sport Team para asegurar un techo donde continuar con la atención del coche.  Por otra parte y también sobre la marcha del torneo, se produjo el cambio de quien tenía a su cargo el mantenimiento de los motores, siendo convocado Fernando García en sustitución de Rody Agut. Estos continuos cambios formulados principalmente por Marcelo Occhionero, provocaron que la sociedad que había nacido con rotundo éxito, termine quebrándose para la temporada 2021. Por el lado de Santero no hubieron modificaciones, ratificándose los servicios del Alifraco Sport y la continuidad del piloto de cara a la temporada 2021. Por otra parte, para la temporada 2021 se anunció la expansión del equipo, desembarcando en el TC Pista junto al piloto Marcos Castro, siempre dentro de la estructura del Azul Sport Team.
Tras un 2021 poco auspicioso en cuanto a resultados obtenidos, principalmente por la desvinculación de Mariano Werner, Occhionero decidió suspender sus participaciones en competencias argentinas, enfocándose en su proyecto enarbolado en Estados Unidos, dentro de la categoría Trans-Am Series. Sin embargo, a mediados de 2022 volvió a establecer contacto con Mariano Werner, ofreciéndole no solamente apoyo y asesoramiento, sino también ofreciéndole la posibilidad de participar en la mencionada categoría estadounidense, a la vez de confirmar un nuevo proyecto en conjunto, de cara a la temporada 2023. 

## Participaciones en categorías de ACTC
| Categorías | Turismo Carretera | TC Pista | TC Mouras | TC Pista Mouras |
| ---------- | ----------------- | -------- | --------- | --------------- |
| Temporadas | 2020              |          | 2020      |                 |
| Temporadas | 2021              | 2021     |           |                 |
| Temporadas | 2023              |          |           |                 |
| Temporadas | 2024              |          |           |                 |
| Temporadas | 2025              | 2025     | 2025      | 2025            |

## Marcas representadas y modelos utilizados
| Turismo Carretera | Turismo Carretera   | Turismo Carretera | Turismo Carretera | Turismo Carretera |
| Marcas            | Modelos             | Años              |                   |                   |
| ----------------- | ------------------- | ----------------- | ----------------- | ----------------- |
| Ford              | Ford Falcon         | 2020-2021, 2023   |                   |                   |
| Ford              | Ford Mustang Mach I | 2024-             |                   |                   |
| TC Pista          |                     |                   |                   |                   |
| Marcas            | Modelos             | Años              |                   |                   |
| Ford              | Ford Falcon         | 2021, 2025-       |                   |                   |
| TC Mouras         |                     |                   |                   |                   |
| Marcas            | Modelos             | Años              |                   |                   |
| Ford              | Ford Falcon         | 2020, 2025-       |                   |                   |
| TC Pista Mouras   |                     |                   |                   |                   |
| Marcas            | Modelos             | Años              |                   |                   |
| Ford              | Ford Falcon         | 2025-             |                   |                   |

## Palmarés
| Título  | Categoría         | Piloto         | Automóvil      | Fecha |
| ------- | ----------------- | -------------- | -------------- | ----- |
| Campeón | Turismo Carretera | Mariano Werner | Ford Falcon TC | 2020  |
| Campeón | Turismo Carretera | Mariano Werner | Ford Falcon TC | 2023  |

### Otras distinciones
| Título     | Categoría         | Piloto         | Automóvil      | Fecha |
| ---------- | ----------------- | -------------- | -------------- | ----- |
| Subcampeón | Turismo Carretera | Mariano Werner | Ford Falcon TC | 2022  |